# Llista d'especialitats 61 de la Nomenclatura de la UNESCO
Llista d'especialitats del camp 61 (Psicologia) de la Nomenclatura de la UNESCO:
| Disciplina                                                      | Codi    | Especialitat                                       |
| --------------------------------------------------------------- | ------- | -------------------------------------------------- |
| 6101 Patologia (vegeu 3211)                                     | 6101.01 | Trastorns del comportament                         |
| 6101 Patologia (vegeu 3211)                                     | 6101.02 | Comportament desviat                               |
| 6101 Patologia (vegeu 3211)                                     | 6101.03 | Deficiència mental                                 |
| 6101 Patologia (vegeu 3211)                                     | 6101.04 | Psicopatologia (vegeu 3201.05,3211) i 6103         |
| 6101 Patologia (vegeu 3211)                                     | 6101.99 | Altres (especifiqueu)                              |
| 6102 Psicologia del nen i de l'adolescent                       | 6102.01 | Psicologia evolutiva                               |
| 6102 Psicologia del nen i de l'adolescent                       | 6102.02 | Problemes d'aprenentatge                           |
| 6102 Psicologia del nen i de l'adolescent                       | 6102.03 | Deficiència Mental (vegeu 5802.05 i 6103.05)       |
| 6102 Psicologia del nen i de l'adolescent                       | 6102.04 | Psicologia escolar                                 |
| 6102 Psicologia del nen i de l'adolescent                       | 6102.05 | Patologia del Llenguatge (vegeu 2201.08 i 5701.10) |
| 6102 Psicologia del nen i de l'adolescent                       | 6102.99 | Altres (especifiqueu)                              |
| 6103 Assessorament i Orientació (vegeu 3201.05, 3211 i 6101.04) | 6103.01 | Terapia del Comportament                           |
| 6103 Assessorament i Orientació (vegeu 3201.05, 3211 i 6101.04) | 6103.02 | Psicologia de l'orientació                         |
| 6103 Assessorament i Orientació (vegeu 3201.05, 3211 i 6101.04) | 6103.03 | Assessorament i orientació educacional             |
| 6103 Assessorament i Orientació (vegeu 3201.05, 3211 i 6101.04) | 6103.04 | Teràpia de Grup                                    |
| 6103 Assessorament i Orientació (vegeu 3201.05, 3211 i 6101.04) | 6103.05 | Deficiència Mental (vegeu 5802.05 i 6102.03)       |
| 6103 Assessorament i Orientació (vegeu 3201.05, 3211 i 6101.04) | 6103.06 | Psicoanàlisis (vegeu 3211)                         |
| 6103 Assessorament i Orientació (vegeu 3201.05, 3211 i 6101.04) | 6103.07 | Psicoteràpia (vegeu 3201.05 i 3211)                |
| 6103 Assessorament i Orientació (vegeu 3201.05, 3211 i 6101.04) | 6103.08 | Rehabilitació                                      |
| 6103 Assessorament i Orientació (vegeu 3201.05, 3211 i 6101.04) | 6103.09 | Orientació Professional                            |
| 6103 Assessorament i Orientació (vegeu 3201.05, 3211 i 6101.04) | 6103.99 | Altres (especifiqueu)                              |
| 6104 Psicopedagogia                                             | 6104.01 | Processos cognitius                                |
| 6104 Psicopedagogia                                             | 6104.02 | Mètodes educatius                                  |
| 6104 Psicopedagogia                                             | 6104.03 | Lleis de l'aprenentatge (vegeu 5801.014)           |
| 6104 Psicopedagogia                                             | 6104.04 | Psicolingüística (vegeu 5705.07)                   |
| 6104 Psicopedagogia                                             | 6104.99 | Altres (especifiqueu)                              |
| 6105 Avaluació i diagnostic en Psicologia                       | 6105.01 | Psicologia diferencial                             |
| 6105 Avaluació i diagnostic en Psicologia                       | 6105.02 | Disseny experimental                               |
| 6105 Avaluació i diagnostic en Psicologia                       | 6105.03 | Teoria de la mesura                                |
| 6105 Avaluació i diagnostic en Psicologia                       | 6105.04 | Estadística (vegeu 1209)                           |
| 6105 Avaluació i diagnostic en Psicologia                       | 6105.05 | Psicometria                                        |
| 6105 Avaluació i diagnostic en Psicologia                       | 6105.06 | Anàlisis a escala                                  |
| 6105 Avaluació i diagnostic en Psicologia                       | 6105.07 | Elaboració de tests                                |
| 6105 Avaluació i diagnostic en Psicologia                       | 6105.08 | Teoria de tests                                    |
| 6105 Avaluació i diagnostic en Psicologia                       | 6105.09 | Validesa de tests                                  |
| 6105 Avaluació i diagnostic en Psicologia                       | 6105.99 | Altres (especifiqueu)                              |
| 6106 Psicologia experimental                                    | 6106.01 | Activitat cerebral                                 |
| 6106 Psicologia experimental                                    | 6106.02 | Psicologia comparada                               |
| 6106 Psicologia experimental                                    | 6106.03 | Emoció                                             |
| 6106 Psicologia experimental                                    | 6106.04 | Anàlisi experimental de la conducta                |
| 6106 Psicologia experimental                                    | 6106.05 | Nivells d'activitat                                |
| 6106 Psicologia experimental                                    | 6106.06 | Processos de la memòria                            |
| 6106 Psicologia experimental                                    | 6106.07 | Processos mentals                                  |
| 6106 Psicologia experimental                                    | 6106.08 | Motivació                                          |
| 6106 Psicologia experimental                                    | 6106.09 | Processos de percepció                             |
| 6106 Psicologia experimental                                    | 6106.10 | Psicologia Fisiològica                             |
| 6106 Psicologia experimental                                    | 6106.11 | Reacció, reflexes                                  |
| 6106 Psicologia experimental                                    | 6106.12 | Processos sensorials                               |
| 6106 Psicologia experimental                                    | 6106.99 | Altres (especifiqueu)                              |
| 6107 Psicologia general                                         | 6107.01 | Metodologia                                        |
| 6107 Psicologia general                                         | 6107.02 | Teoria i sistemes                                  |
| 6107 Psicologia general                                         | 6107.99 | Altres (especifiqueu)                              |
| 6108 Psicologia de la vellesa (vegeu 3201.07)                   | 6108.01 | Mort                                               |
| 6108 Psicologia de la vellesa (vegeu 3201.07)                   | 6108.02 | Maduresa                                           |
| 6108 Psicologia de la vellesa (vegeu 3201.07)                   | 6108.03 | Senectut                                           |
| 6108 Psicologia de la vellesa (vegeu 3201.07)                   | 6108.99 | Altres (especifiqueu)                              |
| 6109 Psicologia industrial                                      | 6109.01 | Prevenció d'accidents                              |
| 6109 Psicologia industrial                                      | 6109.02 | Motivació i actituds                               |
| 6109 Psicologia industrial                                      | 6109.03 | Planificació i avaluació de llocs de treball       |
| 6109 Psicologia industrial                                      | 6109.04 | Relacions treballadors-directius                   |
| 6109 Psicologia industrial                                      | 6109.05 | Comportament de l'organització                     |
| 6109 Psicologia industrial                                      | 6109.06 | Selecció de personal                               |
| 6109 Psicologia industrial                                      | 6109.07 | Avaluació del rendiment                            |
| 6109 Psicologia industrial                                      | 6109.99 | Altres (especifiqueu)                              |
| 6110 Parapsicologia                                             | 6110.01 | Percepció extrasensorial                           |
| 6110 Parapsicologia                                             | 6110.02 | Hipnosi                                            |
| 6110 Parapsicologia                                             | 6110.99 | Altres (especifiqueu)                              |
| 6111 Personalitat                                               | 6111.01 | Creativitat                                        |
| 6111 Personalitat                                               | 6111.02 | Cultura i personalitat                             |
| 6111 Personalitat                                               | 6111.03 | Desenvolupament de la personalitat                 |
| 6111 Personalitat                                               | 6111.04 | Mesura de la personalitat                          |
| 6111 Personalitat                                               | 6111.05 | Estructura i dinàmica de la personalitat           |
| 6111 Personalitat                                               | 6111.06 | Teoria de la personalitat                          |
| 6111 Personalitat                                               | 6111.99 | Altres (especifiqueu)                              |
| 6112 Estudi psicològic de temes socials                         | 6112.01 | Discriminació                                      |
| 6112 Estudi psicològic de temes socials                         | 6112.02 | Fenòmens de grups minoritaris                      |
| 6112 Estudi psicològic de temes socials                         | 6112.03 | Política governamental (vegeu 5902)                |
| 6112 Estudi psicològic de temes socials                         | 6112.99 | Altres (especifiqueu)                              |
| 6113 Psicofarmacologia (vegeu 3209.09)                          | 6113.01 | Alcoholisme (vegeu 3309.01)                        |
| 6113 Psicofarmacologia (vegeu 3209.09)                          | 6113.02 | Reaccions del comportament                         |
| 6113 Psicofarmacologia (vegeu 3209.09)                          | 6113.03 | Abús de drogues                                    |
| 6113 Psicofarmacologia (vegeu 3209.09)                          | 6113.04 | Efecte de les drogues (vegeu 3208.02 i 08)         |
| 6113 Psicofarmacologia (vegeu 3209.09)                          | 6113.05 | tractament de la drogoaddicció                     |
| 6113 Psicofarmacologia (vegeu 3209.09)                          | 6113.99 | Altres (especifiqueu)                              |
| 6114 Psicologia Social (vegeu 6302.02)                          | 6114.01 | Publicitat (vegeu 5311.01)                         |
| 6114 Psicologia Social (vegeu 6302.02)                          | 6114.02 | Actituds                                           |
| 6114 Psicologia Social (vegeu 6302.02)                          | 6114.03 | Comportament col·lectiu                            |
| 6114 Psicologia Social (vegeu 6302.02)                          | 6114.04 | Psicologia comunitària                             |
| 6114 Psicologia Social (vegeu 6302.02)                          | 6114.05 | resolució de conflictes (vegeu 6304.02)            |
| 6114 Psicologia Social (vegeu 6302.02)                          | 6114.06 | Comportament del consumidor (vegeu 5308.02)        |
| 6114 Psicologia Social (vegeu 6302.02)                          | 6114.07 | Cultura i personalitat                             |
| 6114 Psicologia Social (vegeu 6302.02)                          | 6114.08 | Processos i teoria de la decisió                   |
| 6114 Psicologia Social (vegeu 6302.02)                          | 6114.09 | Psicologia forense (vegeu 3203)                    |
| 6114 Psicologia Social (vegeu 6302.02)                          | 6114.10 | Interacció de grups                                |
| 6114 Psicologia Social (vegeu 6302.02)                          | 6114.11 | Processos de grups                                 |
| 6114 Psicologia Social (vegeu 6302.02)                          | 6114.12 | Lideratge                                          |
| 6114 Psicologia Social (vegeu 6302.02)                          | 6114.13 | Màrqueting                                         |
| 6114 Psicologia Social (vegeu 6302.02)                          | 6114.14 | Comportament polític                               |
| 6114 Psicologia Social (vegeu 6302.02)                          | 6114.15 | Opinió pública (vegeu 5910)                        |
| 6114 Psicologia Social (vegeu 6302.02)                          | 6114.16 | Teoria de rols                                     |
| 6114 Psicologia Social (vegeu 6302.02)                          | 6114.17 | Percepcions i moviments socials                    |
| 6114 Psicologia Social (vegeu 6302.02)                          | 6114.18 | Comunicació simbòlica                              |
| 6114 Psicologia Social (vegeu 6302.02)                          | 6114.99 | Altres (especifiqueu)                              |